# کیتلین گلس
کیتلین گِلَس (انگلیسی: Caitlin Glass؛ زادهٔ ۱۶ نوامبر ۱۹۸۱) صداپیشه، مدیر دوبلاژ و فیلم‌نامه‌نویس اهل ایالات متحده آمریکا است.